# Veini Vehviläinen
Veini Vehviläinen (ur. 13 lutego 1997 w Jyväskylä) – fiński hokeista, reprezentant Finlandii.

## Kariera
- JYP U16 (2012-2013)
- JYP U18 (2012-2014)
- JYP U20 (2013-2015)
- JYP-Akatemia (2014-2017)
- JYP (2015-2017)
  -  Sport (2017)
- Kärpät (2017-2019)
- Cleveland Monsters (2019-2020)
- Columbus Blue Jackets (2021)
  -  JYP (2020/2021)
- Cleveland Monsters (2021)
- Toronto Marlies (2021)
- Brynäs IF (2021-)

Wychowanek klubu Palokan Kiekko. Karierę rozwijał w zespołach juniorskich klubu Jyväskylän Pallo w rodzinnym mieście, w tym we wrześniu 2015 podpisał trzyletnią umowę i od tego czasu grał w drużynie seniorskiej w rozgrywkach Liiga. W styczniu 2017 został wypożyczony do Vaasan Sport. W kwietniu 2017 przeszedł do Oulun Kärpät, gdzie w grudniu tego roku podpisał nową dwuletnią umowę. W barwach tego zespołu rozegrał dwa sezony. W międzyczasie w NHL Entry Draft 2018 został wybrany przez amerykański klub Columbus Blue Jackets. W czerwcu 2019 podpisał z tym klubem kontrakt wstępujący. W sezonie 2019/2020 grał w jego zespole farmerskim, Cleveland Monsters, w rozgrywkach  AHL. We wrześniu 2020 został wypożyczony do macierzystego JYP. Pod koniec sezonu NHL (2020/2021) zagrał jeden mecz w lidze NHL w barwach Columbus Blue Jackets 6 marca 2021, a dwa dni potem ogłoszono jego przekazanie do farmy Cleveland Monsters, gdzie także zagrał jeszcze jedno spotkanei w AHL. Wkrótce potem, 12 marca 2021 ogłoszono angaż przez kanadyjski klub Toronto Maple Leafs w toku wymiany za jego rodaka Mikko Lehtonena. Do końca sezonu 2020/2021 wystąpił jeszcze w czterech meczach w barwach ekipy farmerskiej, Toronto Marlies, w AHL. W lipcu 2021 został zawodnikiem szwedzkiej drużyny Brynäs IF w rozgrywkach SHL.
Uczestniczył w turniejach mistrzostw świata juniorów do lat 18 edycji 2015, mistrzostw świata juniorów do lat 20 edycji 2016, 2017. W kadrze seniorskiej brał udział w turnieju mistrzostw świata edycji 2019 (w mistrzowskim dla Finlandii turnieju rozegrał jeden mecz).

## Sukcesy
Reprezentacyjne
- Srebrny medal mistrzostw świata juniorów do lat 18: 2015
- Złoty medal mistrzostw świata juniorów do lat 20: 2016
- Złoty medal mistrzostw świata: 2019

Klubowe
- Złoty medal mistrzostw Finlandii: 2015, 2018 z Kärpät
- Srebrny medal mistrzostw Finlandii: 2019 z Kärpät

Indywidualne
- Mestis (2014/2015):
  - Najlepszy pierwszoroczniak miesiąca - listopad 2014
- Mistrzostwa świata do lat 18 w hokeju na lodzie mężczyzn 2015/Elita:
  - Drugie miejsce w klasyfikacji skuteczności interwencji w turnieju: 94,85%[10]
  - Drugie miejsce w klasyfikacji średniej straconych goli na mecz w turnieju: 1,65
  - Pierwsze miejsce w klasyfikacji średniej straconych goli na mecz w turnieju: 1 (ex aequo)
  - Skład gwiazd turnieju[11]
  - Jeden z trzech najlepszych zawodników reprezentacji w turnieju[12]
- Mistrzostwa Świata Juniorów w Hokeju na Lodzie 2017/Elita:
  - Pierwsze miejsce w klasyfikacji skuteczności interwencji w turnieju: 93,10%[13]
  - Pierwsze miejsce w klasyfikacji średniej straconych goli na mecz w turnieju: 1,51
  - Drugie miejsce w klasyfikacji średniej straconych goli na mecz w turnieju: 1
  - Jeden z trzech najlepszych zawodników reprezentacji w turnieju[14]
- Liiga (2015/2016):
  - Piąte miejsce w klasyfikacji skuteczności interwencji w sezonie zasadniczym: 92,54%
- Liiga (2017/2018):
  - Drugie miejsce w klasyfikacji średniej straconych goli na mecz w sezonie zasadniczym: 1,89
  - Drugie miejsce w klasyfikacji skuteczności interwencji w sezonie zasadniczym: 92,47%
  - Pierwsze miejsce w klasyfikacji średniej straconych goli na mecz w fazie play-off: 1,57
  - Trzecie miejsce w klasyfikacji skuteczności interwencji w fazie play-off: 93,33%
  - Pierwsze miejsce w klasyfikacji liczby meczów bez straty gola w fazie play-off: 3
  - Trofeum Urpo Ylönena - najlepszy bramkarz sezonu[15]
  - Skład gwiazd sezonu
- Liiga (2018/2019):
  - Najlepszy zawodnik miesiąca - październik 2018
  - Pierwsze miejsce w klasyfikacji średniej straconych goli na mecz w sezonie zasadniczym: 1,58
  - Pierwsze miejsce w klasyfikacji skuteczności interwencji w sezonie zasadniczym: 93,27%
  - Pierwsze miejsce w klasyfikacji liczby meczów bez straty gola w sezonie zasadniczym: 6
  - Pierwsze miejsce w klasyfikacji średniej straconych goli na mecz w fazie play-off: 1,47
  - Drugie miejsce w klasyfikacji skuteczności interwencji w fazie play-off: 93,87%
  - Pierwsze miejsce w klasyfikacji liczby meczów bez straty gola w fazie play-off: 4
  - Trofeum Urpo Ylönena - najlepszy bramkarz sezonu[16]
  - Skład gwiazd sezonu